# Přemysl Kovář (1974)
Přemysl Kovář (* 1. prosince 1974) je bývalý český fotbalista hrající na pozici útočníka.

## Fotbalová kariéra
V nejvyšší soutěži nastupoval za Boby Brno a Karvinou. Debutoval 27. srpna 1995 ve Zlíně, za Boby Brno odehrál celé utkání (remíza 0:0). Oba prvoligové góly vstřelil za Karvinou: 23. března 1997 byl jediným střelcem karvinského utkání proti Slavii (výhra 1:0), 4. května 1997 dal branku Teplicím (výhra 2:0). Poslední prvoligový start zaznamenal 9. srpna 1998 v Brně Za Lužánkami proti Liberci. Tehdy vystřídal Petra Švancaru a odehrál posledních 11 minut (prohra 0:2).
Na jaře 1998 hrál na Slovensku za FC Artmedia Petržalka, na podzim 1998 za FC Spartu Brno, od jara 1999 byl v Poštorné. V letech 2000–2008 působil v Rakousku a po návratu se stal hráčem TJ Sokol Lanžhot. Hrál také za TJ Baník Lužice a TJ Sokol Tvrdonice.

## Ligová bilance
| Ročník                          | Zápasy | Góly | Minuty | Klub                  |
| ------------------------------- | ------ | ---- | ------ | --------------------- |
| 1. česká fotbalová liga 1995/96 | 2      | 0    | 43     | FC Boby Brno          |
| 2. česká fotbalová liga 1995/96 | 7      | 4    | –      | FC Karviná            |
| 1. česká fotbalová liga 1996/97 | 22     | 2    | 1151   | FC Karviná            |
| 1. česká fotbalová liga 1997/98 | 5      | 0    | 127    | FC Boby Brno          |
| Mars superliga 1997/98          | 6      | 0    | –      | FC Artmedia Petržalka |
| 1. česká fotbalová liga 1998/99 | 1      | 0    | 11     | FC Boby Brno          |
| 2. česká fotbalová liga 1998/99 | 14     | 4    | –      | SK Tatran Poštorná    |
| 2. česká fotbalová liga 1999/00 | 25     | 5    | –      | SK Tatran Poštorná    |
| CELKEM 1. LIGA                  | 36     | 2    | –      |                       |
| CELKEM 2. LIGA                  | 46     | 13   | –      |                       |